# Domony Móric
Domonyi Domony Móric, született Brüll Mór (Pest, 1872. február 13. – Budapest, 1944) a Magyar Királyi Folyam- és Tengerhajózási Rt. vezérigazgatója, szakíró, miniszteri tanácsos.

## Élete
Domonyi Brüll Miksa (1836–1890) holland konzul, királyi tanácsos és Munk Franciska (1845–1879) fia. Apja 1882-ben nemességet kapott. Középiskolai tanulmányait szülővárosában végezte, majd a Budapesti Tudományegyetemen szerzett jogi- és államtudományi doktorátust. 1896-tól a Kereskedelemügyi Minisztériumban kezdte pályáját mint segédfogalmazó. 1903-ban a Magyar Királyi Folyam- és Tengerhajózási Részvénytársaság vezetőségének tagja lett mint igazgató-helyettes és vezértitkár. 1904-ben kinevezték a cég ügyvezető igazgatójává, 1921-től 1935-ig pedig a vezérigazgatói tisztségét töltötte be. 1917-ben miniszteri tanácsosi címet kapott. Igazgatósági tagja volt a Magyar Általános Hitelbanknak, a Keleti Tengerhajózási Rt-nek, a Pesti Lloyd-Társulatnak, az Első Magyar Rizshántoló és Rizskeményítőgyár Rt-nek, illetve elnöke a Brassói Cellulózgyárnak, alelnöke a Providentia Biztosító Részvénytársaságnak és tagja a Magyar Külügyi Társaság és a Magyar Vívó Szövetség elnöki tanácsainak. Eredményekben gazdag közéleti működését számos kitüntetéssel honorálták. Áttéréséig az izraelita hitközségben is aktív szerepet játszott, többek között az Izraelita Magyar Irodalmi Társulat tagja és a lipótvárosi zsinagóga felépülésének érdekében létrejött Budapesti Lipótvárosi Imaházegyesület elnöke volt. 1944-ben a nyilasok kivégezték.

## Családja
Házastársa Kornfeld Mária, Mici (1881–1939) volt, báró Kornfeld Zsigmond bankár és Frankfurter Borbála lánya, akit 1903. március 24-én Budapesten, a Terézvárosban vett nőül. 1919. május 2-án feleségével áttértek a római katolikus hitre.
Gyermekei
- Domony Péter Miksa (1903–1989). Felesége Grósz Edit (1906–?), Grósz Emil egyetemi tanár lánya.
- Domony János (1906–?)

## Művei
- Hajózás (Budapest, 1931)

## Díjai, elismerései
- Ferenc József-rend középkeresztje (1913)[8]
- Vöröskereszt tiszti díszjelvénye a hadiékítménnyel
- II. osztályú porosz királyi koronarend a csillaggal
- II. és III. osztályú porosz királyi Vöröskereszt érem
- II. osztályú bajor Szent Mihály érdemrend a csillaggal
- bajor koronarend nagy tisztikeresztje a csillaggal
- bolgár polgári érdemrend nagy tisztikeresztje
- bolgár Szent Sándor-rend nagy tisztikeresztje
- I. osztályú bolgár Vöröskereszt érem
- török Osmanje-rend középkeresztje
- szerb Takovo-rend tisztikeresztje